# Râul Balta Nouă
Râul Balta Nouă este un curs de apă, afluent al râului Stolniceni. 